# Skyddsomslag

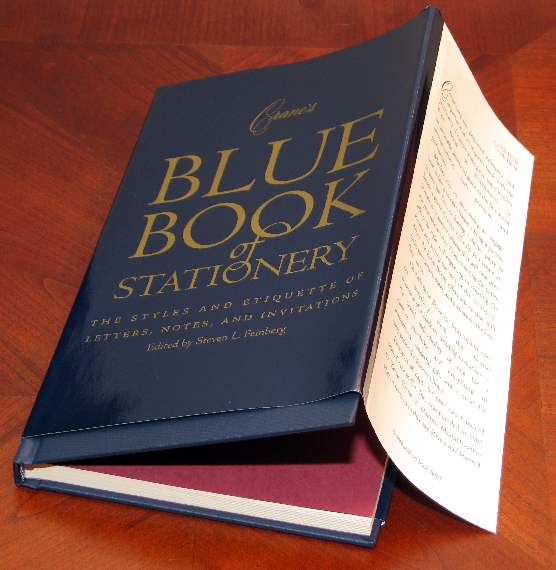
Delvis avtaget skyddsomslag.

Skyddsomslag eller bokomslag benämns det separata omslag, i regel av papper, som omger pärmen och skyddar en publikation, främst böcker, från skador. Skyddsomslaget, bestående av två flikar, är i regel illustrerat och innehåller ofta text (fliktext) om författaren till publikationen.
Eftersom skyddsomslaget i regel är av stort estetiskt och, för många boksamlare, även ekonomiskt värde, finns det speciella genomskinliga skydd som även skyddar själva skyddsomslaget.